# メダグリアドーロ
メダグリアドーロ (伊: Medaglia d'Oro) はアメリカ合衆国生産、調教の競走馬、種牡馬。主な勝ち鞍に、2002年のトラヴァーズステークス、2003年のホイットニーハンデキャップ、2004年のドンハンデキャップ。馬名はイタリア語で金メダルを意味する。
日本語表記には他に、メダーリアドーロ、メダグリアドロー、メダグリアドロなどがある。

## 戦績
- 特記事項なき場合、本節の出典はEQIBASE[1]

2001年12月7日、ターフウェイパーク競馬場のメイドン競走でデビューし2着、2002年の初戦となる2戦目で初勝利を挙げる。続くG2競走サンフェリペステークスで初重賞勝利を挙げG1競走初出走となったウッドメモリアルステークスは優勝のブッダとはアタマ差の2着に終わるも4戦2勝2着2回と連対を外していない戦績でクラシック三冠競走に向かい、第一冠ケンタッキーダービーは2番人気支持もウォーエンブレムの4着。二冠目プリークネスステークスもウォーエンブレムの8着に崩れたが、ウォーエンブレムの三冠がかかったベルモントステークスでは、6番人気ながらサラヴァの2着に入った。サラトガ競馬場でのジムダンディステークス1着ののちトラヴァーズステークスも制してG1競走初勝利を挙げる。秋はブリーダーズカップ・クラシックに直接向かったが、レースでは1番人気に推されたものの12頭立ての最低人気だった伏兵ヴォルポニに6馬身半も離された2着に終わった。
4歳となった2003年、初戦のストラブステークス、2戦目のオークローンハンデキャップとG2競走を2連勝ののち、8月のホイットニーハンデキャップではヴォルポニに1馬身差をつけて、前年のブリーダーズカップ・クラシックの雪辱を果たした。しかし、続くパシフィッククラシックステークスはレコードタイムで駆け抜けたキャンディライドの2着に終わり、続くブリーダーズカップ・クラシックでは前年同様に1番人気に推されるものの、7番人気のプレザントリーパーフェクトの前に2年連続の2着に終わった。選出されていたジャパンカップダートや、次走に予定されていたクラークハンデキャップをパスして2003年のシーズンを終える。
5歳となる2004年の初戦ドンハンデキャップでは、前年2003年の二冠馬ファニーサイドらの挑戦を退けてG1競走3勝目を挙げ、ドバイワールドカップミーティングに向かう。ドバイワールドカップでは、ブリーダーズカップ・クラシックに続いてプレザントリーパーフェクトと相まみえ、長いたたき合いの末に再び2着に終わった。その後、6月に引退が発表された。

## 競走成績
以下の内容は、EQIBASEおよびRacing Postの情報および記載法に基づく。
| 出走日     | 競馬場                 | 競走名                         | 格 | 距離   | 頭数 | 枠番 (PP) | 馬番 (Pgm) | 着順 | 騎手           | 斤量（lb./kg換算） | タイム  | 着差          | 勝ち馬/（2着）馬   |
| ---------- | ---------------------- | ------------------------------ | -- | ------ | ---- | --------- | ---------- | ---- | -------------- | ------------------ | ------- | ------------- | ------------------ |
| 2001.12.07 | ターフウェイパーク     | メイドン                       |    | ダ6f   | 12   | 12        | 12         | 02着 | J. ロペス      | 121/55             |         | （2馬身3/4）  | Spicey Marcloud    |
| 2002.02.09 | オークローンパーク     | メイドン                       |    | ダ6f   | 10   | 04        | 04         | 01着 | J. ロペス      | 117/53             | 1:10.97 | 4馬身1/4      | （Tallest Timber） |
| 0000.03.17 | サンタアニタ           | サンフェリペS                  | G2 | D8.5f  | 06   | 02        | 03         | 01着 | L. ピンカイJr. | 116/52.5           | 1:41.95 | 2馬身1/2      | （U.S.S.Tinosa）   |
| 0000.04.13 | アケダクト             | ウッドメモリアルS              | G1 | ダ9f   | 08   | 04        | 04         | 02着 | L. ピンカイJr. | 123/55.5           |         | （アタマ）    | Buddha             |
| 0000.05.04 | チャーチルダウンズ     | ケンタッキーダービー           | G1 | ダ10f  | 18   | 09        | 09         | 04着 | L. ピンカイJr. | 126/57             |         | （8馬身）     | War Emblem         |
| 0000.05.18 | ピムリコ               | プリークネスS                  | G1 | ダ9.5f | 13   | 05        | 05         | 08着 | J. ベイリー    | 126/57             |         | （17馬身1/4） | War Emblem         |
| 0000.06.08 | ベルモントパーク       | ベルモントS                    | G1 | ダ12f  | 11   | 07        | 08         | 02着 | K. デザーモ    | 126/57             |         | （1/2馬身）   | Sarava             |
| 0000.08.04 | サラトガ               | ジムダンディS                  | G2 | ダ9f   | 09   | 06        | 06         | 01着 | J. ベイリー    | 121/55             | 1:47.82 | 13馬身3/4     | （DQ-Quest)        |
| 0000.08.24 | サラトガ               | トラヴァーズS                  | G1 | ダ10f  | 09   | 05        | 05         | 01着 | J. ベイリー    | 126/57             | 2:02.53 | 1/2馬身       | （Repent）         |
| 0000.10.26 | アーリントンパーク     | ブリーダーズカップ・クラシック | G1 | ダ10f  | 12   | 07        | 07         | 02着 | J. ベイリー    | 121/55             |         | （6馬身1/2）  | Volponi            |
| 2003.02.01 | サンタアニタ           | ストラブS                      | G2 | ダ9f   | 06   | 06        | 06         | 01着 | J. ベイリー    | 123/55.5           | 1:48.04 | 7馬身         | （Olmodavor）      |
| 0000.04.05 | オークロンパーク       | オークローンH                  | G2 | ダ9f   | 05   | 01        | 01         | 01着 | J. ベイリー    | 122/55.5           | 1:47.66 | 2馬身3/4      | （Sider）          |
| 0000.08.02 | サラトガ               | ホイットニーH                  | G1 | ダ9f   | 07   | 05        | 05         | 01着 | J. ベイリー    | 123/55.5           | 1:47.69 | 1馬身         | （Volponi）        |
| 0000.08.24 | デルマー               | パシフィッククラシックS        | G1 | ダ10f  | 04   | 02        | 02         | 02着 | J. ベイリー    | 124/56             |         | （3馬身1/4）  | （Candy Ride）     |
| 0000.10.25 | サンタアニタ           | ブリーダーズカップ・クラシック | G1 | ダ10f  | 10   | 08        | 08         | 02着 | J. ベイリー    | 126/57             |         | （1馬身1/2）  | Pleasantly Perfect |
| 2004.02.07 | ガルフストリームパーク | ドンH                          | G1 | ダ9f   | 08   | 03        | 03         | 01着 | J. ベイリー    | 122/55.5           | 1:47.68 | 4馬身3/4      | （Seattle Fitz）   |
| 0000.03.27 | ナドアルシバ           | ドバイワールドC                | G1 | ダ10f  | 12   | 11        | 07         | 02着 | J. ベイリー    | 126/57             |         | （3/4馬身）   | Pleasantly Perfect |

## 引退後
2005年からヒルンデイルファームで種牡馬として供用された。初年度の種付料は3万5000ドル。翌2006年にストーンウェルファームに移動。2009年に初年度産駒のレイチェルアレクサンドラがケンタッキーオークスを20馬身差で圧勝、プリークネスステークスを牝馬として85年ぶりに制するなどの活躍で、同年のエクリプス賞年度代表馬および最優秀3歳牝馬の座に就いた。2009年夏に非公開の価格でダーレーグループが所有権の半数を購買しジョナベルファームに移動、またオーストラリアへのシャトル種牡馬としても供用された。2015年には、ジョナベルファームに移動時から据え置きだった種付料が12万5000ドルにまで上昇した。総合リーディングは自己最高の2位をマーク。2018年は自己最高の25万ドルを記録した。25歳を迎えた2024年は7万5000ドルで供用されている。

### 主な産駒
※G1競走優勝馬のみ
- 2006年産
  - C.S.Silk - ジャストアゲームステークス[6][16]
  - Gabby's Golden Gal - エイコーンステークス、サンタモニカハンデキャップ[6][17]
  - Rachel Alexandra - ケンタッキーオークス、プリークネスステークス、マザーグースステークス、ハスケルインビテーショナルハンデキャップ、ウッドウォードステークス[6][18]
  - Warrior's Reward - カーターハンデキャップ[6][19]
- 2007年産
  - Champagne d'Oro - エイコーンステークス、テストステークス[20]
  - Passion for Gold - クリテリウムドサンクルー[21]
- 2008年産
  - Marketing Mix - ゲイムリーステークス、ロデオドライブステークス[22]
  - Plum Pretty - ケンタッキーオークス、アップルブロッサムハンデキャップ[23]
- 2010年産
  - Coffee Clique - ジャストアゲームステークス[24]
  - Lochte - ガルフストリームパークターフハンデキャップ[25]
  - Mshawish - ガルフストリームパークターフハンデキャップ[26]
  - Violence - キャッシュコールフューチュリティ[27]
- 2012年産
  - Vancouver - ニューゴールデンスリッパー[6][28]
  - Dickinson - ジェニーワイリーステークス[29]
  - Bar of Gold - ブリーダーズカップ・フィリー&メアスプリント[30]
- 2013年産
  - Songbird - デルマーデビュータントステークス、シャンデリアステークス、ブリーダーズカップ・ジュヴェナイルフィリーズ、サンタアニタオークス、コーチングクラブアメリカンオークス、アラバマステークス、コティリオンステークス、オグデンフィップスステークス、デラウェアハンデキャップ[6][31]
  - Talismanic - ブリーダーズカップ・ターフ[6][32]
  - Astern - ゴールデンローズステークス[33]
- 2014年産
  - Elate - ベルデイムステークス、アラバマステークス[34]
  - New Money Honey - ブリーダーズカップ・ジュヴェナイルフィリーズターフ、ベルモントオークスインビテーショナルステークス[35]
- 2015年産
  - Bolt d'Oro - フロントランナーステークス、デルマーフューチュリティステークス[36]
  - Golden Sixty - 香港マイル3回、香港スチュワーズカップ2回、香港ゴールドカップ2回、チャンピオンズマイル3回[37]
- 2016年産
  - SIMON FUBUKI - マカオダービー
- 2019年産
  - Spirit Of St Louis - ペガサスワールドカップターフ、オールドフォレスター・ターフクラシックステークス[38]
- 2022年産
  - East Avenue - ブリーダーズフューチュリティステークス[39]
  - Good Cheer - ケンタッキーオークス[40]
  - Nitrogen - アラバマステークス[41]

### 母の父としての主な産駒
- 2015年産
  - ハヤブサマカオー（兵庫ジュニアグランプリ）
- 2020年産
  - National Treasure（プリークネスステークス、ペガサスワールドカップ、メトロポリタンハンデキャップ）[42]
  - Be Your Best（ゲイムリーステークス）[43]
  - ファントムシーフ（共同通信杯）[44]
- 2021年産
  - Prince Of Monaco（デルマーフューチュリティステークス）[45]
  - Goldrush Guru（ヴィクトリアダービー）[46]
  - Seismic Beauty（クレメント・L・ハーシュステークス）[47]
  - ディスペランツァ（アーリントンカップ）

## 血統表
| メダグリアドーロの血統     | メダグリアドーロの血統         | メダグリアドーロの血統 | （血統表の出典）         | （血統表の出典） |
| 父系                       | サドラーズウェルズ系           | サドラーズウェルズ系   | サドラーズウェルズ系     | [ § 2 ]          |
| 父 El Prado 1989 芦毛      | 父の父Sadler's Wells 1981 鹿毛 | Northern Dancer        | Nearctic                 | Nearctic         |
| 父 El Prado 1989 芦毛      | 父の父Sadler's Wells 1981 鹿毛 | Northern Dancer        | Natalma                  |                  |
| 父 El Prado 1989 芦毛      | 父の父Sadler's Wells 1981 鹿毛 | Fairy Bridge           | Bold Reason              | Bold Reason      |
| 父 El Prado 1989 芦毛      | 父の父Sadler's Wells 1981 鹿毛 | Fairy Bridge           | Special                  |                  |
| 父 El Prado 1989 芦毛      | 父の母Lady Capulet 1974 芦毛   | Sir Ivor               | Sir Gaylord              | Sir Gaylord      |
| 父 El Prado 1989 芦毛      | 父の母Lady Capulet 1974 芦毛   | Sir Ivor               | Attica                   |                  |
| 父 El Prado 1989 芦毛      | 父の母Lady Capulet 1974 芦毛   | Cap and Bells          | Tom Fool                 | Tom Fool         |
| 父 El Prado 1989 芦毛      | 父の母Lady Capulet 1974 芦毛   | Cap and Bells          | Ghazni                   |                  |
| 母 Cappucino Bay 1989 鹿毛 | 母の父Bailjumper 1974 鹿毛     | Damascus               | Sword Dancer             | Sword Dancer     |
| 母 Cappucino Bay 1989 鹿毛 | 母の父Bailjumper 1974 鹿毛     | Damascus               | Kerala                   |                  |
| 母 Cappucino Bay 1989 鹿毛 | 母の父Bailjumper 1974 鹿毛     | Court Circuit          | Royal Vale               | Royal Vale       |
| 母 Cappucino Bay 1989 鹿毛 | 母の父Bailjumper 1974 鹿毛     | Court Circuit          | Cycle                    |                  |
| 母 Cappucino Bay 1989 鹿毛 | 母の母Dubbed in 1973 栗毛      | Silent Screen          | Prince John              | Prince John      |
| 母 Cappucino Bay 1989 鹿毛 | 母の母Dubbed in 1973 栗毛      | Silent Screen          | Prayer Bell              |                  |
| 母 Cappucino Bay 1989 鹿毛 | 母の母Dubbed in 1973 栗毛      | Society Singer         | Restless Wind            | Restless Wind    |
| 母 Cappucino Bay 1989 鹿毛 | 母の母Dubbed in 1973 栗毛      | Society Singer         | Social Position F-No.9-b |                  |
| 母系(F-No.)                | (FN:9-b)                       | (FN:9-b)               | (FN:9-b)                 | [ § 3 ]          |
| 5代内の近親交配            | アウトブリード                 | アウトブリード         | アウトブリード           | [ § 4 ]          |
| 出典                       | 1. 2. 3. 4.                    | 1. 2. 3. 4.            | 1. 2. 3. 4.              | 1. 2. 3. 4.      |